# Ситрус Хајтс (Калифорнија)
Ситрус Хајтс (енгл. Citrus Heights) град је у америчкој савезној држави Калифорнија. По попису становништва из 2010. у њему је живело 83.301 становника.

## Демографија
Према попису становништва из 2010. у граду је живело 83.301 становника, што је 1.770 (2,1%) становника мање него 2000. године.
| Група             | 2000.          | 2010.          |
| Белци             | 67.809 (79,7%) | 60.438 (72,6%) |
| Афроамериканци    | 2.442 (2,9%)   | 2.751 (3,3%)   |
| Азијати           | 2.423 (2,8%)   | 2.714 (3,3%)   |
| Хиспаноамериканци | 8.539 (10,0%)  | 13.734 (16,5%) |
| Укупно            | 85.071         | 83.301         |